# Alfred Fellisch
Paul Alfred Fellisch (*  1. Juni 1884 in Fraustadt, Provinz Posen; † 4. März 1973 in Radebeul) war ein deutscher Politiker (SPD, SED). Er war in der Weimarer Republik von 1921 bis 1924 sächsischer Staatsminister für Wirtschaft und nach der Reichsexekution von Oktober 1923 bis Januar 1924 Ministerpräsident des Freistaats Sachsen. In der Nachkriegszeit war er 1948 bis 1949 noch einmal sächsischer Wirtschaftsminister.

## Leben und Wirken
Fellisch wuchs als Sohn eines Wurstmachers in Haynau (Niederschlesien) auf. Nach der Volksschule erlernte er den Beruf des Handschuhmachers. Im Jahr 1902 trat er der SPD und der Gewerkschaft der Handschuhmacher (Teil der freien Gewerkschaften) bei und verfasste bereits während seiner Gesellenwanderung Artikel für die Gewerkschaftszeitung. Fellisch ließ sich nach dem Militärdienst 1908 in Johanngeorgenstadt (Erzgebirge) nieder, gründete eine Familie und arbeitete dort bis 1912 als Handschuhmacher. In den Jahren 1912 und 1913 besuchte er die Reichsparteischule. Anschließend war er zunächst Berichterstatter und dann bis 1921 Redakteur der Volksstimme in Chemnitz. Seit 1914 war Fellisch Vorstandsmitglied der sozialdemokratischen Wahlkreiskommission in Sachsen. Außerdem war er von 1914 bis 1921 Vorsitzender der Arbeiterjugend in Chemnitz. Bei der Parteispaltung während des Ersten Weltkrieges blieb Fellisch in der Mehrheits-SPD.
Infolge einer Nachwahl im 47. ländlichen Wahlkreis (Thalheim und Umgebung) war er ab dem 20. März 1918 Mitglied der II. Kammer des Sächsischen Landtags. Auch nach der Novemberrevolution gehörte er weiterhin bis 1926 dem Landtag an. Von 1919 bis 1922 arbeitete Fellisch als Sekretär (Schriftführer) der SPD-Landtagsfraktion. Als orthodoxer Marxist gehörte er zum linken Flügel der Partei und begründete in ihr die „Chemnitzer Richtung“. Im Gegensatz zur sozialliberalen Landesregierung seines Parteikollegen Georg Gradnauer setzte er sich für umfassende Vergesellschaftung, den Aufbau einer zentral gelenkten Staatswirtschaft sowie eine Annäherung an die USPD ein. Im Jahr 1920 kandidierte er im Wahlkreis 33 (Chemnitz-Zwickau) vergeblich für den 1. Reichstag.
Von Mai 1921 bis zur Bildung der SPD-KPD-Koalition am 12. Oktober 1923 war er Wirtschaftsminister unter den Ministerpräsidenten Wilhelm Buck und Erich Zeigner. Zu seinem Nachfolger ernannte Zeigner Fritz Heckert (KPD). Diese Regierung mit KPD-Beteiligung setzte Reichspräsident Friedrich Ebert (SPD) zwei Wochen später per Reichsexekution ab. Daraufhin wählte der Landtag am 31. Oktober 1923 Fellisch zum Ministerpräsidenten. Bis zum 4. Januar 1924 stand er einer SPD-Minderheitsregierung vor und übernahm zusätzlich erneut das Amt des Wirtschaftsministers. 
Von 1924 bis 1932 war er Amtshauptmann (entspricht einem Landrat) der Amtshauptmannschaft Großenhain. Als Interessenvertreter dieses ländlich geprägten Kreises ging er zunehmend auf Distanz zur Landespartei und trat 1931 aus der SPD aus. Nach dem plötzlichen Tod seiner Frau Ende 1931 war Fellisch in einer seelischen Krise. Wegen schwerer Vorwürfe hinsichtlich seines „außerdienstliche[n] Verhalten[s]“ berief ihn die sächsische Regierung im Februar 1932 als Amtshauptmann ab und leitete ein Disziplinarverfahren ein. Die Disziplinarkammer entschied auf Dienstentlassung Fellischs, gestand ihm aber ein Übergangsgeld für eine bestimmte Zeit zu, dessen Zahlung die Nationalsozialisten nach ihrer Machtübernahme aufgrund des neuen Berufsbeamtengesetzes im Juli 1933 beendeten.
Während der NS-Zeit war er zunächst arbeitslos, von 1939 bis 1945 arbeitete er als kaufmännischer Angestellter in einem Privatunternehmen in Dresden. Nach der Bombenzerstörung Dresdens schlug er sich im Mai 1945 nach Schwarzenberg im Erzgebirge durch, das bei Kriegsende unbesetzt blieb, und gab dort die Schwarzenberger Zeitung heraus.
Im Spätsommer 1945 trat Fellisch wieder der SPD bei und wurde von der sowjetischen Besatzungsmacht zunächst als Regierungsrat in Stollberg, ab November 1945 als Landrat in Annaberg eingesetzt. Im April 1946 wurde er nach der Zwangsvereinigung von SPD und KPD Mitglied der SED. Von Mai 1946 bis März 1948 war er Staatssekretär und zwischen April 1948 und September 1949 Minister für Wirtschaft und Wirtschaftsplanung beziehungsweise für Industrie und Verkehr in Sachsen. Von 1949 bis zum Ruhestand 1952 war Fellisch Direktor der Sächsischen Landesbibliothek.
Ab 1950 wohnte Fellisch im Radebeuler Stadtteil Niederlößnitz. Er engagierte sich auf Stadt- und Kreisebene sowie im Kulturbund. Von 1954 bis 1961 war Fellisch Mitglied des Kreistags Dresden-Land. Von 1961 bis 1963 Stadtverordneter und Vorsitzender der Ständigen Kommission Kultur der Stadt Radebeul setzte er sich bis zu seinem Tod für die Pflege und Erhaltung der Besonderheiten seiner Lößnitz-Heimat ein. Fellisch wurde auf dem Friedhof Radebeul-West beerdigt.